# Pamela Behr
Pour les articles homonymes, voir Behr.
Pamela Behr, née le 21 septembre 1956 à Bad Hindelang, est une skieuse alpine allemande. Elle marque ses premiers points en Coupe du monde de ski alpin à l'âge de 15 ans seulement, le 19 janvier 1972 à Grindelwald, où elle décroche la 8e place d'un slalom.
En remportant un slalom organisé à Val d'Isère le 9 décembre 1972, elle devient la plus jeune gagnante d'une épreuve de Coupe du monde de ski alpin, hommes et femmes confondus.

## Palmarès

### Jeux olympiques d'hiver
| Épreuve / Édition   | Descente | Slalom géant | Slalom  |
| JO 1972 Sapporo     | 36e      | 25e          | 6e      |
| JO 1976 Innsbruck   | —        | —            | 5e      |
| JO 1980 Lake Placid | —        | —            | Abandon |

### Championnats du monde
| Épreuve / Édition                    | Descente | Slalom géant | Slalom  | Combiné |
| JO 1972 Sapporo                      | 36e      | 25e          | 6e      | 11e     |
| Mondiaux 1974 Saint-Moritz           | —        | —            | 10e     | —       |
| JO 1976 Innsbruck                    | —        | —            | 5e      | —       |
| Mondiaux 1978 Garmisch-Partenkirchen |          | —            | Argent  | —       |
| JO 1980 Lake Placid                  | —        | —            | Abandon | —       |

### Coupe du monde de ski alpin
- Meilleur résultat au classement général : 11e en 1973
  - 5 podiums dont 1 victoire.

#### Différents classement en coupe du monde
| Année/Classement | Année/Classement | Général | Général | Descente | Descente | Slalom | Slalom | Géant  | Géant  | Super G | Super G | Combiné | Combiné |
| ---------------- | ---------------- | ------- | ------- | -------- | -------- | ------ | ------ | ------ | ------ | ------- | ------- | ------- | ------- |
| Année/Classement | Année/Classement | Class.  | Points  | Class.   | Points   | Class. | Points | Class. | Points | Class.  | Points  | Class.  | Points  |
| 1972             | 1972             | 15e     | 29      | -        | -        | 9e     | 29     | -      | -      | -       | -       | -       | -       |
| 1973             | 1973             | 11e     | 64      | -        | -        | 4e     | 56     | 20e    | 8      | -       | -       | -       | -       |
| 1975             | 1975             | 29e     | 10      | -        | -        | 27e    | 10     | -      | -      | -       | -       | -       | -       |
| 1976             | 1976             | 16e     | 51      | -        | -        | 6e     | 51     | -      | -      | -       | -       | -       | -       |
| 1977             | 1977             | 19e     | 41      | -        | -        | 9e     | 40     | -      | -      | -       | -       | -       | -       |
| 1978             | 1978             | 33e     | 4       | -        | -        | 20e    | 3      | 21e    | 1      | -       | -       | -       | -       |
| 1979             | 1979             | 33e     | 46      | -        | -        | 12e    | 46     | -      | -      | -       | -       | -       | -       |
| 1980             | 1980             | 53e     | 7       | -        | -        | 27e    | 7      | -      | -      | -       | -       | -       | -       |

### Arlberg-Kandahar
- Meilleur résultat : 17e place dans le slalom 1971-72 à Sestrières